# Laavalampi
Laavalampi är en sjö i kommunen Joensuu i landskapet Norra Karelen i Finland. Den är 9,1 meter djup. Arean är 42 hektar och strandlinjen är 4,3 kilometer lång. Sjön  ingår i Jänisjokis huvudavrinningsområde.   Den ligger omkring 41 kilometer sydöst om Joensuu och omkring 390 kilometer nordöst om Helsingfors. 